# 새리 매킨토시
새리 매킨토시(Saree McIntosh, 2005년 12월 6일 ~ )는 미국의 가수이다. 2022년 싱글 [The Fragrance of You (향기로운 추억)]로 데뷔했다.

## 방송
- 언더커버 (2025) - Top60

## 수상
- 한류 대상 해외 라이징 스타상 (2022)

## 피처링
- 테일러 매킨토시 <The Walk> (2022)